# 有沢まみず
有沢 まみず（ありさわ まみず、1976年5月18日 - ）は、日本のライトノベル作家。男性。東京都出身。幼児期をパキスタンで過ごし、日本へ帰国。B型のおうし座。

## 来歴
大学卒業後、ホテル業界に就職するも1カ月で退職、2001年に『無限大ゼロ』で第8回電撃ゲーム小説大賞銀賞を受賞し、同作品を加筆・改題した『インフィニティ・ゼロ 冬〜white snow』で電撃文庫よりデビュー。『いぬかみっ!』はアニメ化・漫画化もされている。
自らが発起人となり、あざの耕平（グリーン）、壁井ユカコ（イエロー）、高橋弥七郎（ブラック）、古橋秀之（ブルー）、鈴木鈴（オレンジ）、来楽零（ピンク）らと共に、アニメ制作会社「GoHands」と組んだ7人組のライトノベル作家による作家集団「GoRA」を発足、GoRAのリーダーであるレッドとして活動。
『K』制作発表当初は覆面作家集団として色名の名義を用いていたが、2012年10月の『K』放送開始に伴い「GoRA」の公式ツイッターアカウントでメンバーを明かした。また、『K』のシリーズ構成クレジット用に宮沢龍生（みやざわ たつき）にペンネームを変更した。

2021年1月、出版社「WiZH」を立ち上げ、自身と古橋、渡瀬草一郎の電撃文庫作品の再版計画を告知した。

## 作品リスト

### 小説

#### 有沢まみず名義
- インフィニティ・ゼロ（2002年2月 - 2004年11月 電撃文庫 全4巻）
- いぬかみっ！（2003年1月 - 2008年12月 電撃文庫 全14巻＋短編集2巻）
- ラッキーチャンス！（2007年12月 - 2011年10月 電撃文庫 全10巻）
- 銀色ふわり（2008年7月 電撃文庫）
- スイート☆ライン（2009年5月 - 2012年6月 電撃文庫 全5巻）
- 神のみぞ知るセカイ（2009年5月 - 2010年5月 ガガガ文庫 全2巻）- 原作：若木民喜

#### 宮沢龍生名義
- DEAMON SEEKERS（2012年12月 中央公論新社 既刊1巻／2014年12月 - 中公文庫 既刊3巻）
- K SIDE:BLACK&WHITE（2013年5月 講談社BOX）
- K 青の事件簿（2015年10月 - 12月 講談社BOX）
- ザ・アイドルK（2016年4月 GoRA）

### アニメ
- K（2012年）シリーズ構成・脚本
- 劇場版 K MISSING KINGS（2014年）脚本
- K RETURN OF KINGS（2015年）プランニングプロデューサー・脚本
- K SEVEN STORIES（2018年）シリーズ構成・脚本
- AYAKA -あやか-（2023年）原作

### ゲーム
- 星鳴エコーズ（2019年）メインストーリー